# 아이 이치타로
아이 이치타로(会一太郎, 본명: 會一太郎, ] (읽기 동일), 1987년 11월 12일 - )는 일본의 남성 성우, 만담가이다. 도쿄도 스미다구 출신.
성우로서는, 아오니 프로덕션 소속. 만담가로는 엔라쿠 일문회 소속. 혈액형은 AB형

## 출연작품

### TV 애니메이션
2010년
- 쥬로링 동물탐정(젊은이)
- 세기말 오컬트 학원(남학생)
- 마루코는 아홉살(2010년 - 2012년, 야마구치 고로, 생선 가게)
- 디지몬 크로스워즈 (대장 기자몬, 푸카몬, 프테라노몬) - 2시리즈
- 토가이누의 피 (서양속담, 친구속담)
- To LOVE 트러블(조감독)
- 드래곤볼 카이(나메크 성인)
- 링에 걸어라1(연습생, 영도복서 외)

2011년
- 도박묵시록 카이지 (하시모토, 손님<1>, 남B, 손님A 외)
- TIGER & BUNNY(의사)
- 바쿠간 배틀 브롤러즈 간달리안 인베이더즈(어린이)
- 헌터 × 헌터 (2011년 - 2014년, 빈즈, 릴벨트)
- 비탄의 아리아 (남학생 B)
- ONE PIECE (2011년 - 2020년, 해적, 기와판 판매)[
- 링에 걸어라1 그림자편 (마피아)

2012년
- 조시라쿠(쟈마네)
- 세인트 세이야 오메가(학생1)
- 전희절창 심포기어(오퍼레이터)
- 고전부(야구부 주장, 검도부 주장, 야채 가게, 남학생, 남성 감시원, 낙연부원, 벽신문부 부원, 아카시〈만연부원〉, 요시하라)
- BRAVE10(심사원 마을사람)

2013년
- 나오에 카네츠구 -마에다 케이지 달이야기(이시카와센베에)

2014년
- 양말이 헐렁헐렁해진 이유: 요즘시대 요괴도감(물웅덩이 남자, 국수집 주인)
- 대도서관의 양치기（落研部員）

2015년
- 전파교사(학생 A)

2016년
- 기동전사 건담 UC RE:0096 (수측원)
- 판타시 스타 온라인 2(오가캣츠(리얼)

2019년
- 팝 팀 에픽 (14화 내레이션)
- 판타시 스타 온라인 2 에피소드 오라클 (타쿠라)

2020년
- 마에세츠! (사회, 사회, 미야이, 점장)

2021년
- D CIDE TRAUMEREI(졸트)

### OVA
- 기동전사 건담 UC (수측원)
- 전장의 발큐리아 (2011년, 줄리오 롯소)
- 블랙잭 FINAL (2011년, 호텔맨)

### 극장판 애니메이션
- 토와노쿠온  (2011년, 오퍼레이터 3)
- 극장판 HUNTER×HUNTER -The LAST MISSION- (2013년, 빈즈)
- 해피 컴컴
- 이겨라! (2016년, 다케후미)